# Lane Kauffman
Pour les articles homonymes, voir Kauffman.
Lane Kauffman, né en 1921 et mort en 1988, est un écrivain américain, auteur de roman policier.

## Biographie
En 1954, il publie The Perfectionist pour lequel il est lauréat du prix Edgar-Allan-Poe 1956 du meilleur premier roman.

## Œuvre

### Romans
- The Perfectionist (1954) (autre titre Kill the Beloved)
- TSix Weeks in March (1956)
- A Lesser Lion (1957)
- Waldo (1960)
- An Honorable Estate (1964)
- Another Helen (1968)
- A Plot of Grass (1970)
- The Villain of the Piece (1973)

## Prix et distinctions

### Prix
- Prix Edgar-Allan-Poe 1956 du meilleur premier roman pour The Perfectionist[1]